# Marcel Herrand
Marcel Herrand (Parigi, 8 ottobre 1897 – Montfort-l'Amaury, 11 giugno 1953) è stato un attore, regista e direttore teatrale francese.

## Biografia

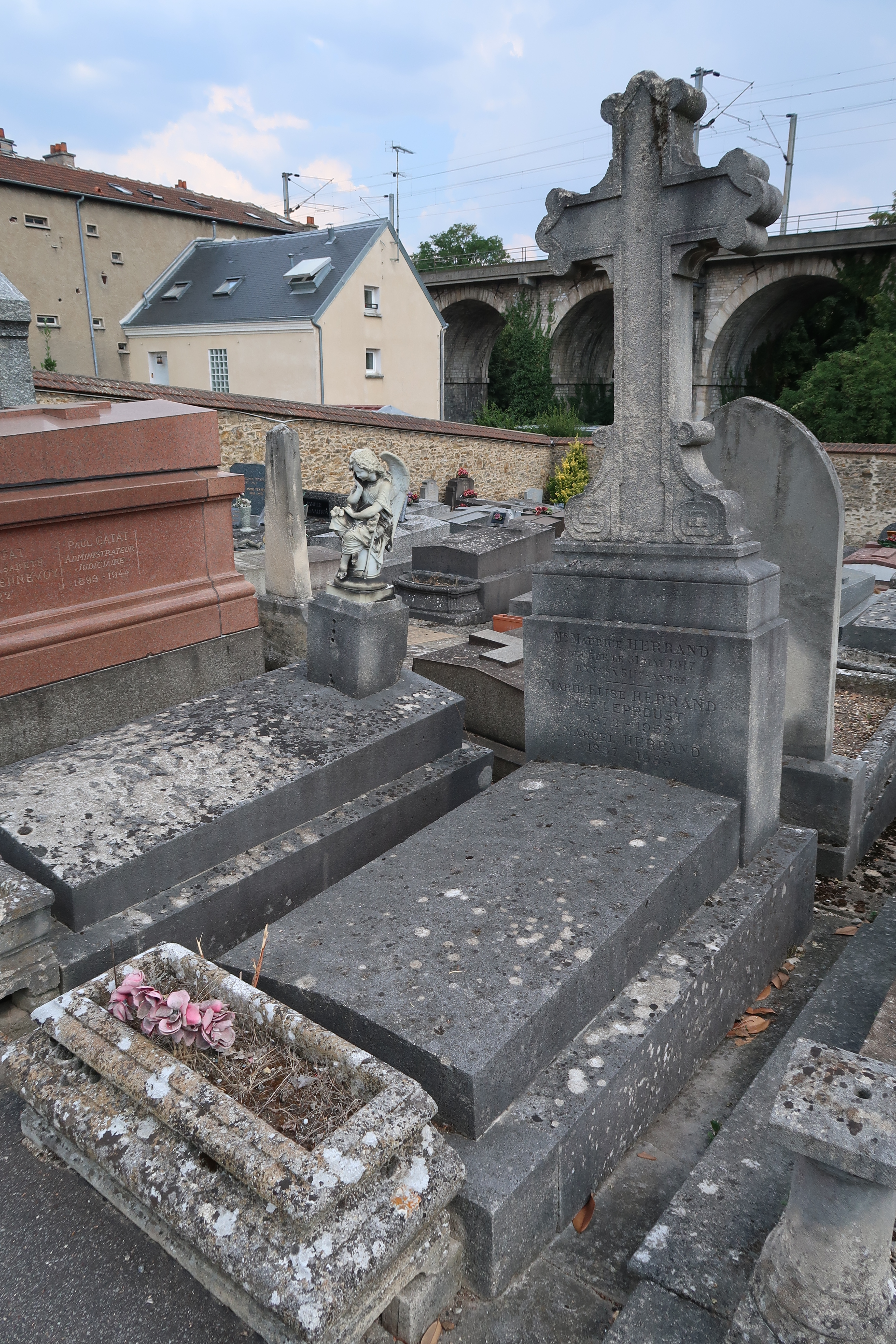
Tomba di Marcel Herrand al cimitero Voltaire Suresnes

Iniziò la sua carriera artistica nel 1917 con André Antoine, svolgendo una gavetta nelle compagnie teatrali aderenti ai movimenti d'avanguardia, avendo l'opportunità di conoscere e imparare il mestiere da attori e registi teatrali quali Jacques Copeau e Georges Pitoëff.
Nel 1929, dopo l'incontro con l'attore Jean Marchat, decise di fondare una sua compagnia teatrale, la Rideau de Paris, con la quale si distinse per una grande professionalità e dedizione culturale.
Ai tempi della seconda guerra mondiale la compagnia di Herrand lavorò stabilmente al Théâtre des Mathurins parigino e come attore si distinse per la raffinatezza recitativa e la notevole presenza scenica.
Oltre alla professione di attore, svolse anche quella di regista, e tra le sue messinscena si possono citare Le Malentendu (1944) di Albert Camus, Le Treizième Arbre (1945) di André Gide, Divines Paroles (1946) di Ramón María del Valle-Inclán e tante altre opere, riedizioni e riadattamenti di lavori classici. In questo periodo artistico scoprì e lanciò l'attrice spagnola María Casarès, che diventò la primadonna della compagnia.
Nell'ultimo periodo della sua carriera curò il Festival di Angers.
Apparve anche nel cinema, interpretando varie pellicole, tra le quali Lacenaire in Amanti perduti (1945) di Marcel Carné e Fantômas (1947), diretto da Jean Sacha, specializzandosi in ruoli di 'cattivo' affascinante e seduttore.
Lavorò anche in Italia, come nel 1947 quando recitò nel film di Mario Mattoli intitolato Il fiacre n. 13.
Morì nel 1953 a causa di un tumore.

## Teatro

### Nel ruolo di attore
- Les Mamelles de Tirésias, di Guillaume Apollinaire, al théâtre Maubel, 1917
- Cromedeyre-le-Vieil, di Jules Romains, in scena al théâtre du Vieux-Colombier, 1920
- Les Mariés de la tour Eiffel, di Jean Cocteau, in scena al théâtre des Champs-Élysées, 1921
- Le Portrait de Dorian Gray, di Oscar Wilde, in scena al Comédie des Champs-Élysées, 1922
- Le Méchant, di Jean-Baptiste-Louis Gresset, in scena al théâtre de l'Atelier, 1931
- Libeleï, d'Arthur Schnitzler, in scena al théâtre du Vieux-Colombier, 1933
- Dommage qu'elle soit une prostituée, di John Ford, in scena al théâtre de l'Atelier, 1934
- Philoctète, d'André Gide, all'Expo 1937, 1937
- Le Malentendu, d'Albert Camus, in scena al théâtre des Mathurins, 1944
- Divines Paroles, di Ramón María del Valle-Inclán, in scena al théâtre des Mathurins, 1946
- Primavera, di Claude Spaak, in scena al théâtre des Mathurins, 1946
- L'Extravagant Captain Smith, di Jean Blanchon, in scena al théâtre des Mathurins, 1946
- Le Crime de Lord Arthur Savile, di Oscar Wilde, in scena al théâtre des Mathurins, 1946
- Le Bal du Lieutenant Helt, di Gabriel Arout, in scena al théâtre des Mathurins, 1950

### Nel ruolo di regista
- Noces de sang, di Federico García Lorca, in scena al théâtre de l'Atelier, 1938
- Dieu est innocent, di Lucien Fabre, in scena al théâtre des Mathurins, 1942
- D'après nature ou presque, di Michel Arnaud, in scena al théâtre des Mathurins, 1942
- Deirdre des douleurs, di John Millington Synge, in scena al théâtre des Mathurins, 1942
- Mademoiselle de Panama, di Marcel Achard, in scena al théâtre des Mathurins, 1942
- Solness le constructeur, di Henrik Ibsen, in scena al théâtre des Mathurins, 1943
- Le Malentendu, di Albert Camus, in scena al théâtre des Mathurins, 1944
- Tartuffe di Molière, in scena al théâtre des Mathurins, 1945
- Le Treizième Arbre, di André Gide, in scena al théâtre des Mathurins, 1945
- Federigo di René Laporte, in scena al théâtre des Mathurins, 1945
- Divines Paroles, di Ramón María del Valle-Inclán, in scena al théâtre des Mathurins, 1946
- Primavera, di Claude Spaak, in scena al théâtre des Mathurins, 1946
- L'Extravagant Captain Smith, di Jean Blanchon, in scena al théâtre des Mathurins, 1946
- Le Crime de Lord Arthur Savile, di Saint John Legh Clowes di Oscar Wilde, in scena al théâtre des Mathurins, 1946
- L'Île de la raison, di Pierre de Marivaux, in scena al théâtre des Mathurins, 1947
- L'Empereur de Chine, de Jean-Pierre Aumont, théâtre des Mathurins, 1947
- Le Roi pêcheur, di Julien Gracq, in scena al théâtre Montparnasse, 1949
- Le Bal du Lieutenant Helt, di Gabriel Arout, in scena al théâtre des Mathurins, 1950
- La Dévotion à la croix, di Pedro Calderón de la Barca, in scena al Festival d'Angers, 1953

## Filmografia
- Le Jugement de minuit, regia di Alexander Esway (1932)
- Le Domino vert, regia di Henri Decoin e Herbert Selpin (1935)
- Au service du tsar, regia di Pierre Billon (1936)
- Le pavillon brûle, regia di Jacques de Baroncelli (1941)
- L'amore e il diavolo (Les Visiteurs du soir), regia di Marcel Carné (1942)
- Il conte di Montecristo (Le Comte de Monte-Cristo), regia di Robert Vernay (1943)
- La rivincita di Montecristo (Le comte de Monte Cristo, 2ème époque: Le châtiment), regia di Robert Vernay (1943)
- Amanti perduti (Les Enfants du paradis), regia di Marcel Carné (1943)
- Les Mystères de Paris, regia di Jacques de Baroncelli (1943)
- Padre Sergio (Le Père Serge), regia di Lucien Ganier-Raymond (1945)
- Étoile sans lumière, regia di Marcel Blistène (1945)
- Messieurs Ludovic, regia di Jean-Paul Le Chanois (1945)
- Turbine d'amore (Martin Roumagnac), regia di Georges Lacombe (1946)
- Fantômas, regia di Jean Sacha (1947)
- I ribelli della Vandea (Les Chouans), regia di Henri Calef (1947)
- L'Homme traqué, regia di Robert Bibal (1947)
- Ruy Blas, regia di Pierre Billon (1948)
- Il fiacre 13, regia di Raoul André (1948)
- Impasse des Deux-Anges, regia di Maurice Tourneur (1948)
- L'artiglio nero (Le Mystère de la chambre jaune), regia di Henri Aisner (1949)
- Il vendicatore folle (Le Parfum de la dame en noir), regia di Louis Daquin (1949)
- On n'aime qu'une fois, regia di Jean Stelli (1949)
- Gli ultimi giorni di Pompei (Les Derniers Jours de Pompéi), regia di Marcel L'Herbier (1950)
- Nessuna pietà per le donne (Pas de pitié pour les femmes), regia di Christian Stengel (1950)
- Gioventù incompresa (Une histoire d'amour), regia di Guy Lefranc (1951)
- La ragazza di Trieste (Les Loups chassent la nuit), regia di Bernard Borderie (1952)
- Fanfan la Tulipe, regia di Christian-Jaque (1952)
- La mondana rispettosa (La Putain respectueuse), regia di Marcello Pagliero e Charles Brabant (1952)

## Doppiatori italiani
- Giorgio Capecchi in Il conte di Montecristo, La rivincita di Montecristo
- Emilio Cigoli in Amanti perduti
- Francesco Sormano in Fanfan la Tulipe
- Massimo Foschi in Amanti perduti (ridoppiaggio)